# Барбара Чарновска
Барба̀ра Бронислава Чарно̀вска  (на полски: Barbara Bronisława Czarnowska; родена на 4 декември 1810, починала на 23 октомври 1891 във Варшава) е младши хорунжий в полската вайска, наградена с ордена Virtuti Militari.

## Младост
Барбара е родена в незаможно шляхтичко семейство с легионерски традиции. През ноември 1830 г. тя пристигна във Варшава от село Струга, където родителите ѝ държат малка работилница. Баща ѝ Клеменс Чарновски и майката Ева (с моминско име Скотовска) имат в столицата приятели, под грижата на които изпращат Барбара.

## Начало на военната кариера
След избухването на полското Ноемврийско въстание Барбара се включва в работата на Дружеството на Патриотичните Варшавянки като медицинска сестра-доброволец и се грижи за ранените и болните войници. На 18 април 1831 г., преоблечена като мъж в униформа и с отрязани коси, постъпва във военен лагер в Прага като доброволец. На 6 и 7 септември участва в защитата на Варшава.

## Битката под Шерпц
През есента на 1831 г. Чарновска участвацв сражението в района на Шерпц. В разработката на Михаил Бренщайн от 1902 г., в която авторът се позовава на дневника на Бронислав Чарновски, се чете: Чарновска вдигна в контраатака уморените бунтовниците по време тяхното отстъпление. Тя се втурна в центъра на вражеските редици и предизвика такъв ентусиазъм, че поляците нанесоха на противника големи загуби и го принуждават да отстъпи. Авторът пише нататък: След битката потърсили Чарновска няколко часа, а най-накрая, под купчина трупове на врага, другарите ѝ установили с облекчение, че за щастие тя е жива, само затисната под труп на кон.
За героичната проява по време на тази битка, по заповед на Командира на Полските Войски, на 3 октомври 1831 година тя е наградена със Сребърен Кръст на военния орден „Virtuti Militari“. Тя е третата жена в историята на Полша с тази висока награда.

## По-нататъшна съдба
През 1836 година Барбара се омъжва за вдовеца Кажимеж Закшевски, собственик на имоти в село Жаби. През 1841 г. самата тя овдовява и с втория си съпруг, Станислав Жбиковски, тя се връща във Варшава. Придобиват през 1841 година на пазара на Стария Град, тясната градска къща № 21А. Близко е и добре известна на всички жители на града, защото през останалата част от живота си, освен възпитанието на децата си, се отдава на благотворителност. Тя е обичана от младежи, ученици и всички бедняци от Стария Град за скромността, вниманието, помощта във всяка нужда, а и за нейния необикновен живот, пълен с искрена преданост към родината.
Тя умира на 23 октомври 1891 г. във Варшава. На нейното погребение на 26 октомври 1891 година. до катедралата Свети Йоан Кръстител се стича човешко множество, основно по-старите жители на Стария Град. Те придружават в шествие тлените ѝ останки до повонзкото гробище, където няколко години по-късно е поставен скромен каменен саркофаг.

## Памет
Памет за Барбара Чарновска е възродена почти 180 години след раждането ѝ, през 2009 година. след открития на потомък на героинята в семеен архив.
На свой ред през 2010 година по инициатива на варшавяни средно училище № 221 получава името на Барбара Бронислава Чарновска, тъй като боевете на бунтовниците в действителност се случват само на няколкостотин метра от училището.
В Шерпц, на място, където са погребани останки на бунтовници, е открита в тяхна чест възпоменателна плоча.
През 2011 година излиза книгата на Артур Надолски Със сабя срещу московеца (на полски: Z szablą na Moskala), разказваща историята на героинята Барбара Чарновска. Това е първата по значима биография на Барбара след брошурите на Михал Бренщайн през 1902 година.